# AFC Gateshead
Der Gateshead Association Football Club war ein zwischen 1899 und 1973 existierender englischer Fußballverein. Zuletzt trat er im nordenglischen Gateshead an, nach seiner Auflösung entstand vier Jahre später der FC Gateshead.

## Geschichte
1899 entstand in South Shields der Fußballklub South Shields Adelaide Athletic. Nachdem die Mannschaft zunächst in wechselnden Ligen mitspielte, trat sie ab 1907 in der Northern Football Alliance an und folgte ein Jahr später einigen Klubs zur North Eastern League. Unter dem 1912 verpflichteten Trainer Arthur Bridgett wurde der Klub in den folgenden drei Spielzeiten einmal Vizemeister und zweimal Meister und bewarb sich daraufhin erfolglos um die Aufnahme in Football League. Bei Wiederaufnahme des überregionalen Spielbetriebs nach dem Ersten Weltkrieg wurde der Klub 1919 in die Football League Second Division aufgenommen. 1928 verpasste er dort den Klassenerhalt und stieg in die Third Division North ab.
Nach finanziellen Problemen zog der Klub 1930 nach Gateshead um, wo er die Bezeichnung AFC Gateshead erhielt. 1932 lag der Klub am Ende der Spielzeit punktgleich mit Lincoln City an der Tabellenspitze, der Konkurrent stieg jedoch aufgrund des besseren Torverhältnisses in die Zweitklassigkeit auf. In den folgenden Jahren spielte die Mannschaft mit wechselndem Erfolg in der dritthöchsten Spielklasse. Bei einer Ligareform 1958 rutschte der Klub in die neu eingeführte Fourth Division ab. Dort belegte die Mannschaft 1960 den letzten Platz und verpasste die Wiederwahl, stattdessen wurde Peterborough United in die Football League aufgenommen.
Der AFC Gateshead platzierte sich in den folgenden Spielzeiten im vorderen Bereich der North Eastern League, bekam aber nicht ausreichend Stimmen beim Antrag auf Wiederaufnahme in die Football League. Auch ein Wechsel in die von Reserveteams der Football League dominierte North Regional League, in der ebenfalls Platzierungen im vorderen Bereich und sogar der Gewinn der Meisterschaft 1964 gelangen, brachte für die Wiederwahlen keinen Erfolg. 1968 war der Klub Gründungsmitglied der Northern Premier League, stieg aber 1970 in die Wearside Football League ab. 1971 wechselte der Klub in die Midland Football League, blieb dort jedoch erfolglos und wurde 1973 aufgelöst.
Nach dem Umzug nach Gateshead spielte der Klub im Redheugh Park, der neben Fußballspielen auch für Windhundrennen genutzt wurde. Als die Konzession für Hunderennen 1966 auslief, stürzte dies den Klub in finanzielle Probleme. Zeitweise fanden anschließend Speedwayrennen statt. Nach einem Feuer 1971 musste das Stadion abgerissen werden, der AFC Gateshead trat bis zu seiner Auflösung anschließend im später ausgebauten Gateshead Youth Stadium an.